# Gloomhaven
Gloomhaven — фентезійна єврогра з елементами рольових ігор, розроблена Айзеком Чілдресом через краудфандинг. Однією з особливостей гри є механізм, за яким рішення гравців призводять до постійних змін у грі (механізм «Legacy»).
Гра вийшла у 2017 році та здобула міжнародне визнання за свій масштаб і якість, а також отримала численні нагороди.

## Ігровий світ
Події Gloomhaven відбуваються у фентезійному світі, де гравці грають за найманців із власними мотивами. Тут живуть люди, а також інші раси, такі як Інокси (сувора раса) чи Орхіди (медитативна магічна раса). Часто вони живуть у мирі, але також трапляються конфлікти.
Персонажі зустрічаються у таверні міста Gloomhaven, де багата торговка доручає їм перше завдання, виконання якого вимагає виходу за межі міста. Гравці відкривають нові місця і завдання, виконуючи місії. Місто розташоване на узбережжі «Туманного моря», між «Болітами Знемоги» і «Гайом Смерті». Також у світі є «Гори Вартових» на південному заході, «Ліс Кинджалів» на північному сході та «Мідний хребет» на півночі.

## Механіка гри
Кожен із гравців (1–4) керує персонажем зі своїми характеристиками та здібностями, представленим пластиковою мініатюрою. Ігрове поле поділене на шестикутні комірки, де розташовуються вороги та предмети. Рішення та досягнення гравців зберігаються, і деякі з них впливають на подальший розвиток подій.
Гравці здобувають досвід та золото не лише через перемоги над ворогами, але й виконуючи певні дії. Ці ресурси використовуються для покращення екіпірування. Кожен персонаж може досягти 9-го рівня, але також може завершити гру, досягнувши своєї особистої цілі, після чого його замінює інший.
Бої є важливим елементом Gloomhaven. Вони відбуваються за допомогою карт. У кожного гравця та ворога є окремі колоди карт, поділені на «карти здібностей» і «карти модифікаторів атаки». Перші використовуються для спеціальних дій, другі — змінюють шкоду. Гравці в кожному ході використовують дві карти, виконуючи одну дію з верхньої частини однієї карти та одну з нижньої частини іншої.

## Масштаб гри
Друга редакція Gloomhaven включає близько 9 кг матеріалів: 17 персонажів із власними мініатюрами та картами, 34 типи ворогів зі своїми картами, 13 босів, 155 елементів для створення кімнат і близько 1700 карт. У базовій версії є 95 сценаріїв, з яких близько 50 утворюють основний сюжет. Решта — факультативні, їх можна проходити повторно. Також доступні індивідуальні сценарії для соло-гри.

## Фінансування та розробка
Gloomhaven було представлено 2 вересня 2015 року в рамках кампанії на Kickstarter.com. Метою цієї кампанії була сума 70 000 доларів США, яка до завершення періоду кампанії була перевищена в декілька разів. Станом на 30 вересня 4 904 підтримувачі зібрали 386 104 $. Уже в перші 12 годин проекту було інвестовано 50 000 $. Завдяки перевищенню початкової мети було досягнуто 27 із 28 «додаткових цілей» кампанії, які відкривалися поетапно залежно від суми, зібраної підтримувачами. Серед цих цілей були, наприклад, покращені ігрові матеріали та додатковий контент, створений фанатами. Перший наклад гри був доставлений на початку 2017 року. У зв'язку з позитивною міжнародною реакцією 4 квітня 2017 року було розпочато ще одну кампанію на Kickstarter.com. Цього разу мета була встановлена на рівні 100 000 доларів США, і її було досягнуто за 5 хвилин. Загалом у цій кампанії 40 642 підтримувачі зібрали 3 999 795 $. Змістовно було внесено кілька змін: оновлено правила гри та розроблено новий індикатор для відображення очок життя та досвіду персонажів.
На вебсайті виробника, компанії Cephalofair, з січня 2015 року було опубліковано сім блогових записів, у яких описується розробка та створення Gloomhaven — англ. in 147 easy steps, дос. «за 147 простих кроків». Ключовими аспектами були, зокрема, можливість інтерактивного розвитку сюжету замість лінійного наративу, особливості створення рольової гри без ведучого та вибір між системою гри, заснованою на кубиках, або картках.

## Нагороди
Отримані
- Golden Geek Awards 2017: Найкраща кооперативна гра
- Golden Geek Awards 2017: Найкраща гра для одного гравця
- Golden Geek Awards 2017: Найкраща стратегічна гра
- Golden Geek Awards 2017: Найкраща тематична гра
- Golden Geek Awards 2017: Найбільш інноваційна гра
- Golden Geek Awards 2017: Гра року
- Origins Awards 2018: Найкраща настільна гра
- Origins Awards 2018: Гра року
- Scelto dai Goblin 2018: Goblin Magnifico
- SXSW Gaming Awards 2018: Настільна гра року

Номінації
- Dragon Awards 2017: Найкраща науково-фантастична чи фентезійна настільна гра
- Cardboard Republic Laurel Awards 2017
- Diana Jones Award за видатні досягнення у геймінгу, 2017
- International Gamers Award 2017: Загальна стратегія: багатокористувацька гра
- Meeples’ Choice 2017